# Asticta victoria
Asticta victoria är en fjärilsart som beskrevs av Augustus Radcliffe Grote 1874. Asticta victoria ingår i släktet Asticta och familjen nattflyn. Inga underarter finns listade i Catalogue of Life.